# Sunday Morning Call
Singles de Oasis
Who Feels Love?
(2000) The Hindu Times
(2002)
Pistes de Standing on the Shoulder of Giants
Where Did It All Go Wrong? I Can See A Liar
Sunday Morning Call est un morceau du groupe de rock anglais Oasis, huitième piste et quatrième single de leur quatrième album studio Standing on the Shoulder of Giants.